# Eryngium amethystinum
Espèce
Eryngium amethystinum est une espèce de plantes herbacées méditerranéenne.

## Liste des variétés
Selon The Plant List (18 septembre 2016) et Tropicos (18 septembre 2016) :
- variété Eryngium amethystinum var. tenuifolium Boiss. & Heldr.